# Neue Synagoge (Épinal)

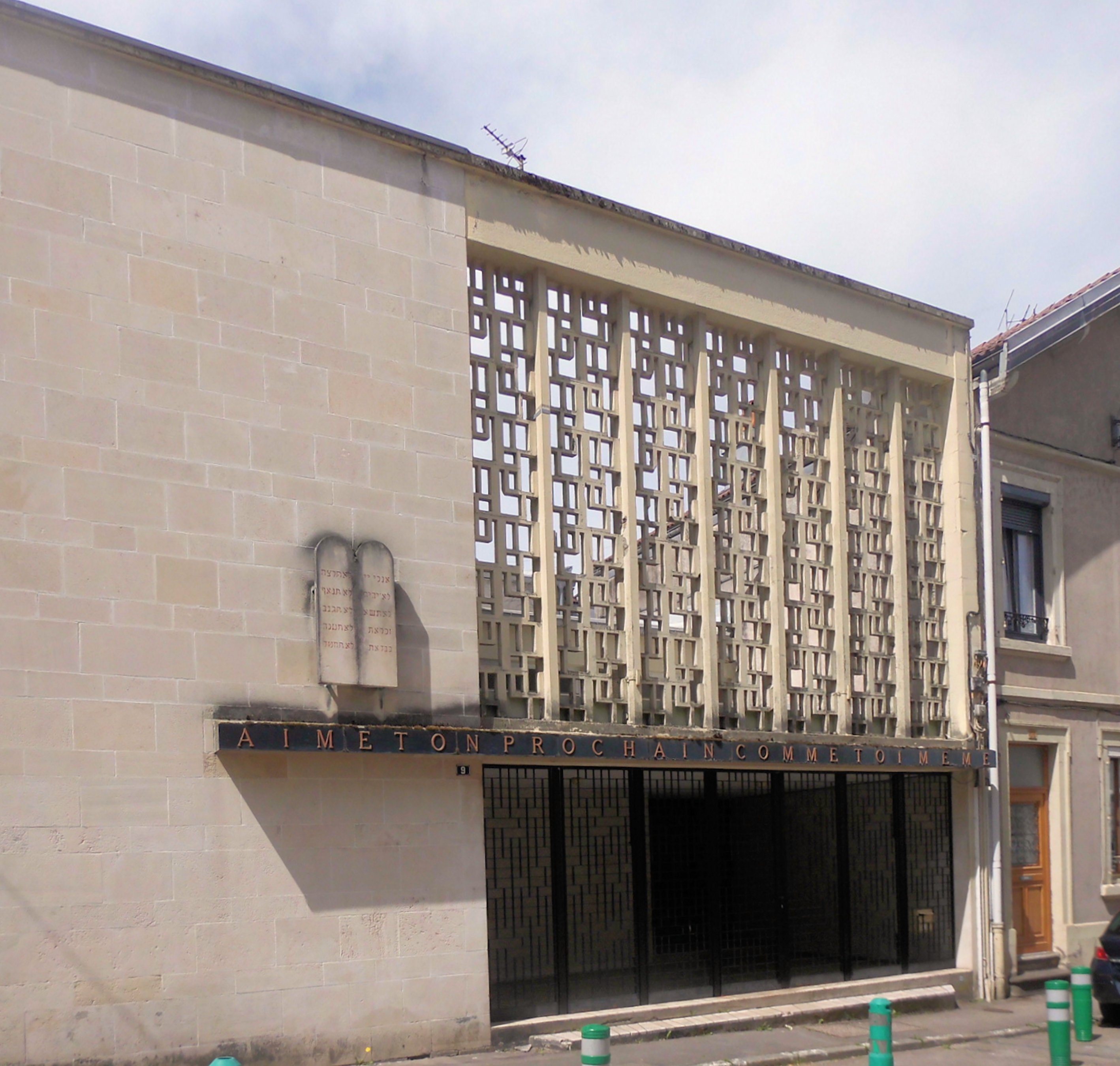
Neue Synagoge in Épinal

Die Neue Synagoge in Épinal, einer französischen Stadt im Département Vosges in der Region Grand Est, wurde 1952 erbaut. Die Synagoge befindet sich in der Rue Charlet Nr. 9. Sie ersetzte die 1940 zerstörte Alte Synagoge.